# Phyllocnistis wampella
Phyllocnistis wampella là một loài bướm đêm thuộc họ Gracillariidae, known from Quảng Đông, Trung Quốc. Ấu trùng ăn Clausena lansium.